# 333106 Lujan
333106 Lujan este o planetă minoră (asteroid) din centura de asteroizi. A fost descoperită pe 20 decembrie 2004 la Mount Lemmon⁠(d) de Mount Lemmon Survey⁠(d). 
Obiectul prezintă o orbită caracterizată de o semiaxă mare de 2,3909011572376 UAi, o excentricitate de 0,14536509731247, o înclinație de 1,5865240933791 ° în raport cu ecliptica.